# Шмыков, Алексей Андреевич
Алексей Андреевич Шмы́ков (1907 — ум. не ранее 1991) — советский учёный-металлург, профессор, лауреат Сталинской премии.

## Биография
Родился в марте 1907 года. Из деревни Шмыки (Сюмсинский район, Удмуртия), сын лесопромышленника, позднее раскулаченного.
В 1932 окончил институт. Работал на различных металлургических предприятиях.
Во время войны — сотрудник металлургического отдела НК Танкопрома.
В последующем — зав. кафедрой материаловедения электронной техники Московского института электронного машиностроения (МИЭМ).
Доктор технических наук (1958), тема диссертации — «Теоретические основы безокислительного нагрева стали».
Жена — Нина Матвеевна.

## Труды
Автор учебного пособия, выдержавшего несколько изданий:
- Справочник термиста [Текст] / А. А. Шмыков, проф. д-р техн. наук. — 4-е изд., испр. и доп. — Москва : Машгиз, 1961. — 392 с., 5 л. ил. : черт.; 23 см.
- Наръчник на термиста [Текст] / А. А. Шмиков, канд. на техн. науки ; Прев. от рус. от 3-то преработ. и доп. изд. инж. Г. Ангелов. — София : Наука и изкуство, 1958. — 376 с., 2 л. ил. : ил.; 22 см.
- Îndrumător pentru tratamente termice [Текст] : Trad. din limba rusă / A. A. Şmikov cand. în ştiinţe tehnice. — Bucureşti : Ed. tehnică, 1956. — 344 с. : ил.; 24 см.

## Призвания
- Сталинская премия третьей степени (1943) — за разработку и внедрение в промышленность новых марок сталей, дающих большую экономию ферросплавов
- заслуженный деятель науки и техники РСФСР (1967).
- орден Красной Звезды
- орден «Знак Почёта»